# Комптон, Барнс
Барнс Комптон  (англ. Barnes Compton, 16 ноября 1830 — 2 декабря 1898) — американский плантатор и политик. В 1851 году Комптон получил в распоряжение многочисленные владения, благодаря чему разбогател и стал вторым по размеру рабовладельцем в Мэрилэнде. Он был избран членом Палаты Представителей от своего штата до Гражданской Войны, а также работал спикером в капитолии.
После войны Комптон продолжал активно участвовать в политической деятельности Демократической Партии. Также он был назначен на пост Казначея Штата Мэрилэнд, на котором проработал больше десяти лет, с 1872 по 1885 год. Его неоднократно избирали в Палату Представителей США от 5 избирательного округа штата Мэрилэнд (занимал пост с 1884 по 1894; был отстранён на один срок в 1889 году комитетом Палаты Представителей из-за обвинения в мошенничестве и шантаже на выборах 1888 года).
Комптон занимал большое количество руководящих должностей в благотворительных и образовательных учреждениях, а также состоял в совете попечителей академии города Шарлотта Холл, образовательной комиссии округа Чарльз и Психиатрической Больницы штата Мэрилэнд. Кроме того, он возглавлял частные предприятия и являлся директором Citizens Savings Bank в городе Лорел, штат Мэрилэнд.

## Детство
Барнс Комптон родился 16 ноября 1830 года в Порт-Тобакко, округ Чарльз. Он был сыном Уильяма Пенна Комптона (2 июня 1796 — 6 января 1838) и Мэри Кэй (Барнс) Комптон (родилась в 1804 году в Сент-Мэрис, штат Мэрилэнд; умерла 17 июля 1834 в округе Чарльз, штат Мэрилэнд) (зачастую его матерью ошибочно считают Мэри Клариссу Барнс). Оба его родителя — выходцы из выдающихся семей округов Чарльз и Сент-Мэрис штата Мэрилэнд. (По материнской линии в роду молодого Комптона был политик Филипп Кэй, член Палаты Делегатов с 1779 по 1790 годы. Барнсу он приходился прадедом.)
Родившись на плантации, принадлежавшей его богатой семье, Барнс Комптон был единственным ребёнком и осиротел в юном возрасте. Его мать умерла, когда ему было 2 года; через 5 лет, в 1838, умер его отец. Дед по материнской линии, Джон Барнс, стал опекуном Комптона. После смерти Барнса в 1843 тринадцатилетний Комптон остался единственным наследником владений как Комптонов, так и Барнсов. В наследство входили восемь имений, которые к совершеннолетию Барнса приносили годовой доход размером $5300. В 1851 в возрасте 21 года, когда он получил контроль над своим наследством, Комптон стал вторым по размеру рабовладельцем в округе Чарльз.
После смерти деда молодой Комптон наблюдал, как члены его семьи препирались между собой за право опеки над ним и за его наследство, так как каждый хотел представлять его интересы. Через два месяца после смерти своего деда, Комптон подал прошение в суд по делам о наследстве и опеке, в котором он просил передать право опеки его дяде по материнской линии, Ричарду Барнсу, а не его дяде с отцовской стороны, Уилсону Комптону. В возрасте 14 лет Барнс Комптон заявил в суде, что он:
«… с раннего детства состоял в дружеских отношениях с Ричардом Барнсом и привязался к нему, в то время как для других родственников, желавших получить опеку над ним, он был практически незнакомцем… и он сильно сомневался, что при подаче заявлений на опеку они были заинтересованы в интересах истца.»
Ричард Барнс был судьёй в суде по делам о наследстве и опеке. Вместе со своей женой Мэри Ричард Барнс воспитывал трёх собственных детей и ещё пять приёмных. Большинство детей были ровесниками Комптона. Когда суд отказал прошению Барнса Комптона и дал опеку Уилсону Комптону, молодой человек начал бороться с этим решением суда. Однако его дело было отклонено апелляционным судом Мэрилэнда.
Комптон с назначенным ему опекуном Уилсоном Комптоном и его семьей переехали в Розмари Лон, плантацию, унаследованную Барнсом от матери и находящуюся в районе Хилл Топ округа Чарльз. Позже отдел министерства внутренних дел США, занимающийся сохранением исторического наследия, описал это место следующим образом:
«Без сомнений, сельскохозяйственный комплекс Розмари Лон является самым значимым историческим объектом девятнадцатого и начала двадцатого веков округа Чарльз как с точки зрения истории сельского хозяйства, так и с точки зрения истории архитектуры.»
Кроме юноши в поместье Комптонов Розмари Лон проживали Уилсон Комптон со своей женой и сыном Уильямом Комтоном, а также мать Уилсона Елизавета (Пэнн) Комптон (бабушка Барнса по отцовской линии). Опекун, Уилсон Комтон, работал над увеличением владений своего племянника. В течение следующих пяти лет он часто обращался в суд по делам о наследстве и опеке за разрешением использовать доход Комптона с этой целью. Барнс Комптон получил следующие имения: Мюнкастерс, Хилл Топ, Гринвуд Фарм, Рогс Колд и Каминный дом в Порт-Тобакко, а также ещё одну плантацию в округе Чарльз, которая была достаточно большой для двух домов для фермеров-арендаторов.
Уилсон Комптон также занимался защитой наследства своего племянника от судебных действий. Он подал протест против завещания Джона Барнса, который был опекуном и дедом Комптона по материнской линии, заявляя, что последнюю волю Джона Барнса надо отменить вследствие его невменяемости, и что вся собственность должна перейти к Комптону, его внуку. Джон Барнс оставил практически всё своё имение Барнсу Комптону, за исключением пятисот долларов, переданных Уильяму Барнсу, и стоимости двух освобождённых рабов, которые из-за этого больше не принадлежали имению.
Все эти годы молодого Комптона воспитывали и давали образование как джентльмену с юга. В возрасте четырнадцати лет он поступил в военную академию Шарлотт Холл. Он провёл там четыре года, летом возвращаясь в Розмари Лон. Его дядя давал ему пособие на покупку одежды и карманные деньги каждый год, на которые молодой человек купил себе лошадь. В декабре 1847 года суд стал выплачивать $700 ежегодно за обучение молодого человека в Принстонском университете в Нью-Джерси. Там он проявил себя в роли юного оратора Американского Общества Вигов в 1850 году. Он окончил обучение со степенью бакалавра искусств в 1851 году.
После университета Комптон вернулся в округ Чарльз для того, чтобы получить своё наследство. Работа по улучшению его владений, проведённая Уилсоном Комптоном, окупилась. В период с 1847 по 1851 год доход от собственности Комптона увеличился более, чем в два раза.

## Брак и семья
В 1858 году молодой Комптон женился на Маргарет Холлидэй Соторон из округа Сент-Мэрис, штат Мэрилэнд, дочери плантатора Джона Генри Соторона и его жены. О их свадьбе говорили, что это было
«… грандиозное событие с 12 шаферами и 12 подружками невесты.»
После медового месяца около Ниагарского водопада в Нью-Йорке пара, вероятно, переехала в Розмари Лон.
Уилсон Комптон со своей семьёй переехал на плантацию «Лох Левен», унаследованную Барнсом Комптоном от своего отца. В 1857 году как Комптон, так и Уилсон купили по части в том доме. После войны в 1871 Комптон продал свою долю двоюродному брату, Уильяму, сыну Уилсона. После банкротства Уильяма Комптона через пару лет в результате серьёзного экономического спада, его доля была продана на публичном аукционе Генри Нилу.
Барнс и Маргарет устроились в браке как богатые плантаторы. В 1860 году они жили в поместье, известном как «Хилл Топ» рядом с Уэлком, штат Мэрилэнд, вместе со своей годовалой дочерью Мэри. На той плантации у них работало 105 рабов и большинство из них, вероятно, работали на поле.

## Начало политической карьеры
Несмотря на то, что Комптон наслаждался жизнью в роли плантатора, ему не хватало азарта политики. Он подал свою кандидатуру в законодательные органы штата в 1855 году с целью получить последний билет партии вигов, но проиграл с отрывом в 5 голосов.
В 1859 Комптон был избран в палату делегатов с билетом демократической партии. В 1861 году заседание проводилось в городе Фредерик, штат Мэрилэнд, вместо Аннаполиса из-за войны. У Комптона не получилось прибыть на то собрание. По пути туда он узнал, что ряд членов законодательных органов был арестован федеральными властями по прибытии во Фредерик за подозрения в симпатии к Конфедерации.
Он сбежал через реку Потомак в штат Виргиния, где и остался до окончания своего срока. Затем Комптон вернулся домой и жил там, не опасаясь вмешательства со стороны. В 1865 был арестован и заключен под стражу на небольшой срок в Олд Кэпитл в Вашингтоне по подозрению в помощи и соучастии Джону Уилксу Буту в убийстве президента Абрахама Линкольна. Информация оказалась ложной, и через 4 дня Комтона отпустили, сняв все обвинения.

## Послевоенная политическая деятельность
Несмотря на то, что Комптон был избран в сенат штата Мэрилэнд в 1866 году, из-за конституционного конвента 1867 года нужно было провести выборы ещё раз. Комптон был избран и, будучи уже в сенате, его выбрали председателем сената. Его избрали на эту должность ещё раз на срок с 1870 по 1872.
В тот год губернатор, принадлежавший демократической партии, назначил Барнса на пост казначея штата. Эту позицию Комптон удерживал до 1885 года. В 1874 году он также работал в роли государственного инспектора табачной продукции. В 1877 Комптон стал членом правления вновь учреждённой больницы для душевнобольных. В 1879 он был назначен казначеем этой больницы.

### Совет по общественным работам
В качестве казначея штата Комптон официально входил в совет по общественным работам, в котором также участвовали губернатор и контроллер казначейства. Совет по общественным работам был установлен Конституцией 1864 года для «наблюдения за всеми общественными проектами, в которых штат может быть заинтересован в роли акционера или кредитора … и рекомендации законов, которые, по их мнению, необходимы для продвижения и защиты штата в указанных общественных проектах.»
В 1870-х, вследствие восстановления влияния демократов в законодательстве штата, совет провел высокобюджетную программу строительства, целью которой стали как новые постройки, так и серьёзные ремонтные работы государственных объектов. Кроме того, он наблюдал за покупкой и продажей акций компании «Железная дорога „Балтимор и Огайо“». В проект постройки были включены Исправительный Дом (позже известный, как государственное исправительное учреждение; сейчас не работает) в Джессап, округ Энн-Эрандел, а также Педагогическое Училище. Позже оно стало университетом Тоусон. Помимо всего прочего совет руководил постройкой нового табачного склада и ремонтом Капитолия штата в Аннаполисе.

### Обвинения в коррупции, связанные с заказом на Исправительный Дом
26 и 28 июня 1875 года газета «Балтимор Американ» опубликовало анонимное письмо читателя и последующую статью, в которой говорилось о том, что совет по общественным работам, будучи инспектором по постройке исправительного дома в Джессапе, не следил за ходом работ или был виновен в коррупции.
В письме читателя от 26 июня критиковался неверный выбор земли для учреждения в Джессапе, так как там не было ни глины, ни леса, необходимых для постройки запланированных зданий. Оно критиковало разрешение совета на покупку территории сначала «выдающимся республиканцем из округа Энн-Эрандел» за $12,000. Когда доверенные лица штата покупали землю, они заплатили $13,000, принося этим тому человеку быструю прибыль. В поземельной книге было указано, что обе покупки произошли 3 декабря 1874. Проведение транзакции через посредника, который занимал политический пост, казалось скорее запланированным, нежели случайным.
В последующей статье говорилось, что Генри Лоун, делегат от демократической партии в городе Балтимор с 1874 по 1876, получил контракт на строительство исправительного дома. Сообщалось, что другой человек предлагал цену, которая была ниже на несколько тысяч долларов, но совет отклонил это предложение. В газете говорилось, что тот подрядчик, предложивший более низкую цену, был, вероятно, нанят на пост управляющего проектом с зарплатой размером $2500. Так или иначе, наличие фаворитизма и конфликта интересов было очевидно. В газете отмечено, что «В наши дни, где есть 'куклы' и 'кукловоды', подобные совпадения вызывают вопросы.»
В газете сообщали, что попечитель совета по общественным работам Джордж Уильям Браун намеревался направить предложение на получение подряда на строительство, но 13 мая 1875 года совет отказал компании «Brown & Co.» из-за того, что она не могла предоставить список всех работников. В дополнение к этому, она не поддержала договор ставкой. Две другие компании, «J.H. Horton & Co.» и «Thomas Binyion & Co.», также не выполнили это условие, вследствие чего компания "Codling & Loane " получила контракт.
17 июля 1875 года следующие члены совета по общественным работам — губернатор Джеймс Блэк Грум, казначей Барнс Комптон и контроллер казначейства Левин Вулфорд — подали личные иски о клевете против Чарльза и Альберта Фултонов, собственников «Балтимор Американ». Каждый заявил об ущербе размером $20,000.
Дело рассматривалось в открытом суде 17 февраля 1876 года. Газета «Хейгерстаун Мэил» жёстко критиковала совет за то, что он был закрыт для общественной критики, несмотря на то, что открытость для комментариев была требованием для американских должностных лиц. На следующий день после суда, газета «Балтимор Сан» сообщила, что совет по общественным работам собирается продать прошение в законодательный орган с целью получить дополнительные $200.000 к уже полученным $250,000, чтобы закончить исправительный дом по плану. Несмотря на уверенность в том, что стоимость проекта не выйдет за рамки бюджета в 1876 году, ежегодный доклад контроллера казначейства Вулфорда 1877 года показал, что почти весь бюджет был потрачен и «понадобится значительная сумма для того, чтобы обставить здание мебелью, а также провести в здание систему отопления, водоснабжения и освещения, чтобы учреждение было готово к приёму заключённых.» Ожидалось, что эта значительная сумма составит $25,000 в 1878 году и ещё $86,000 в 1879.
Комптон и его партнёры в совете сталкивались и с прочими финансовыми трудностями в последующие годы.

### Ремонт Капитолия штата Мэрилэнд
30 марта 1876 года губернатор Грум подписал договор о выдаче $32,000 на ремонт и перестройку Капитолия. За годы задержек, пока совет по общественным работам был сосредоточен на Исправительном Доме и Педагогическом училище, совет поручил Джорджу Фредерику, архитектору, занимающемуся ремонтом Капитолия, провести переговоры с разными подрядчиками, чтобы можно было начать работы в апреле 1877. Комптон с советом поручили Фредерику контролировать проект. В начале работ Фредерику и членам совета стало ясно, что здание было в гораздо более плохом состоянии, чем считалось сначала, и ему понадобится новая крыша и другие серьёзные работы. Более того, чтобы здание было готово к ремонту, его надо было разобрать; а также здание нуждалось в том, чтобы его заново отштукатурили и покрасили. Грум от лица совета говорил, что они считают, что серьёзно перестроенному зданию нужна была новая мебель. «Мы бы могли закончить просто, так как это делают квакеры, — сказал он — но если бы мы делали работу просто и неряшливо, мы бы не могли оправдать превышение выделенного бюджета.»
Бюджет, размером в $32,000, выделенный на работу с проектом, быстро вырос более, чем в 3 раза: до $111,388.29. В 1878 году палата делегатов созвала специальный комитет с целью изучения проекта по ремонту Капитолия. Специальный комитет обвинил в превышении стоимости архитектора Джорджа Фредерика. В комитете сообщили, что государственных чиновников невозможно было винить в том, что они не смогли правильно оценить размеры работ, а Фредерику следовало бы лучше изучить этот вопрос и не оценивать проект так низко, так как при серьёзном ремонте такие неожиданные проблемы — обычное дело. Кроме того, комитет интересовался структурой пошлин, благодаря которой Фредерик получал пятипроцентную комиссию за работу над проектом и это с учётом того, что он увеличил затраты на работы с целью увеличения своего жалованья. В конечном итоге, правительство штата оплатило расходы всем подрядчикам и поставщикам, но работа Фредерика над Капитолием так и не была оплачена.

### Конгресс США
После избрания в палату представителей от 5 избирательного округа штата Мэрилэнд в 1884 году, Комптон ушёл с поста казначея штата в 1885, чтобы занять новую должность. Его непрерывно избирали в Конгресс до 1892 года.
Комптон принадлежал к группе влиятельных демократов, желавших создать круг людей, контролирующих политическую жизнь штата Мэрилэнд. Он дружил с сенатором Артуром Горманом, считавшимся лидером той группы. На выборах 1888 года газета «Ивнин Кэпитл» безрадостно сообщала о том, что этот «круг» не давал ни одному из демократов выставлять свою кандидатуру против Комптона на данный пост. Единственным выходом для демократов, которые были против «круга», было голосовать за демократа-республиканца, при том, что республиканцы обычно не побеждали в конце 19 века (из-за того, что штат Мэрилэнд стал по большей части однопартийным, первичные выборы демократов были решающими).
В 1889 Комптон непредвиденно проиграл место от пятого избирательного округа кандидату-республиканцу Сиднею Мадду. Мадд оспаривал результаты выборов 1888 года, заявляя, что его лишили голосов из-за того, что избирательная комиссия отклонила голоса части избирателей. В дополнение, он сообщал, что демократы при помощи службы маршалов США запугали чернокожих избирателей в округе Энн-Эрандел, чтобы те воздержались от участия в голосовании. Комитет палаты представителей, изучавший оспариваемые выборы, принял решение в пользу Мадда и передал ему место. Комптон вернул себе это место на следующих выборах 1890 года.
Коалиция республиканцев, в которую входили представители обеих рас, получила места в правительстве (в том числе и место губернатора) в 1896 году и прослужила срок до 1900 года.

### Должности в партии и правительстве
Комптон принимал активное участие в делах как штата, так и страны. В 1890 году он принял пост председателя центрального комитета демократической партии штата Мэрилэнд. В 1892 году он был председателем делегации от штата Мэриленд на национальном съезде демократической партии.
В 1894 году президент Гровер Кливленд назначил Комптона таможенным чиновником в порту Балтимора. В том же году Комптон ушёл с поста председателя центрального комитета демократической партии.

## Вне политики
В дополнение к своей политической карьере Комптон обучал прикладному земледелию в Мэрилендском сельскохозяйственном колледже. Он состоял в совете попечителей академии города Шарлотта Холл, образовательной комиссии округа Чарльз и Психиатрической Больницы штата Мэрилэнд.
В дополнение к тем статусам в 1890 году Комптон был назначен директором Citizens Savings Bank в городе Лорел, штат Мэрилэнд. Этот пост он занимал вплоть до своей смерти. В 1898 его назначили президентом Ассоциации Поручителей Кредитно-Строительного Общества Балтимора.
По причине того, что Комптон не мог получать прибыль от плантации Розмари Лон из-за освобождения рабов и отмены принудительного труда, он продал её в 1872 году. В те годы в Мэрилэнде наблюдалось увядание сельского хозяйства. Семейная пара с двумя дочерьми переехала в Балтимор; там, за несколько лет жизни в городе у них появилось четверо сыновей. В 1880 семья переселилась на постоянное место жительства в Лорел, округ Принс-Джорджес.
Повзрослев, трое из его сыновей работали в процветающей железнодорожной индустрии. Джон Генри Комптон стал помощником казначея в компании «Железная дорога 'Балтимор и Огайо'». Ки Комптон был сотрудником компании «Бэй Лайн» в Норфолке, штат Виргиния. Самый младший из сыновей Комптона обучался в Мэрилендском сельскохозяйственном колледже, где стал крайним игроком первой официальной команды колледжа по футболу. Позже он устроился на работу в «Железная дорога 'Балтимор и Огайо'». Третий сын, Уильям Пенн Комптон, окончил Джорджтаунский университет и начал работать врачом в городе Вашингтон, округ Колумбия.
Старший Комптон страдал от проблем с сердцем, которые усилились в ноябре 1898. 2 декабря он умер от приступа стенокардии. Его похоронили на кладбище Лоудон Парк в Балтиморе. Его вдова, Маргарет Комптон была больна, когда умер её муж, однако прожила ещё до 12 июня 1900. Она завещала свою мебель, акции и облигации, личные сбережения, дом на Вашингтон-авеню в Лореле и ферму « Lochlevlin» (Лох Левен) своим шестерым детям: Мэри Барнс; Элизабет Риз; Джону Генри Соторон; Кию, Уильяму Пенну и Барнсу Комптонам.